# Potica
La potica est un dessert traditionnel slovène.

## Origine
La potica est une brioche roulée contenant une farce à base de noix et symbolisant la couronne d’épines du Christ. Les Slovènes la préparaient traditionnellement le jour du Samedi saint. Déposée dans un panier, elle était portée à l’église pour être bénie lors de la messe de Pâques.

## Différentes sortes de potica
Elle est préparée à partir de pâte levée, roulée, pliée et garnie de différents fourrages roulés dans la pâte, et c'est de cette opération que vient le mot potica (po-vitica en slovène).
Les potica les plus typiques sont celles aux  noix, aux noisettes, à l'estragon, aux graines de pavot, au fromage, et il existe encore bien d'autres types de potica au miel, raisin secs, amandes, chocolat, à la caroube, à la couenne de porc rissolée (ocvirki). Ce gâteau de fête peut être cuit de deux manières différentes : au four ou directement sur le feu. Le moule à potica est le potičnik, avec son centre évidé de forme conique.
Le pape François lors de la réception de Donald Trump au Vatican a demandé à son épouse Melania Trump si elle nourrissait celui-ci avec de la potica,.